# Іман
Іма́н (араб. إيمان) — переконання в правильності ісламських догматів.
Основа іману - Віра в Єдиного Творця. Головним завданням всіх Посланців і пророків якраз і був заклик до Віри в Єдиного Всевишнього Аллаха.
У Сунні точно визначено шість умов іману:
1. віра в Аллаха, в Його імена і атрибути
2. в Ангелів
3. в Священні Книги
4. в пророків
5. в Судний день
6. в Кадар (приречення)

Вони коротко викладені в символі віри.
Для повного розуміння і прийняття Віри, крім вищевказаних шести умов потрібно знати ще про три:
1. Не можна приймати Віру перед обличчям неминучої смерті.
2. Не може віруючий, слідуючи одним умовам Віри, відкидати інші.
3. Беручи всі умови Віри, зобов'язаний виконувати їх, не принижуючи ні одне.

По відношенню до Імана, люди поділяються на три категорії:
1. Мумін - щиро віруючий мусульманин, що «увірував серцем», публічно проголошує свою віру і творить добрі справи.
2. Мунафік - людина, не віруючий, але стверджує у словесній формі про те, що вірить (лицемір).
3. Кафір - людина, не віруючий і який висловив своє невір'я у словесній формі.

## Стовпи віри
Поняття «іслам» тісно переплетено і нерозривно пов'язане з поняттям «віра» (іман). Під узагальнюючою назвою «Основи віри» розуміють ідеологічні основи релігії. В ісламському віровченні існують шість основних постулатів:
- Віра в Аллаха - Творця всього сущого. Включає в себе ряд положень, головним з яких є Єдинобожність.
- Віра в ангелів. Ангели - істоти, створені Аллахом зі світла, виконавці Божої волі[2].
- Віра в Священні Писання, послані Аллахом через пророків. Маються на увазі Божественні Одкровення, які посилаються в різні періоди історії людства. Мусульмани визнають дійсними тексти Таури (Тори), Забуру (Книги Псалмів Пророка Давида), Інджилу (Євангелія), а також древніших сувоїв, посланих кільком пророкам. Але всі попередні Письма були скасовані Кораном. З точки зору мусульманських богословів, сучасні варіанти всіх священних Книг, крім Корану, спотворені.
- Віра в пророків (посланників) Божих. Кораном і Сунною пропонується прийняти істинними всіх посланників Аллаха. Вони були послані до різних народів і племен, але посланником до всього людства був тільки Мухаммад.
- Віра в Судний День. Включає в себе віру в кінець світу, прийдешнє воскресіння, Божий Суд, наявність Пекла і Раю (Ахіра).
- Віра у приречення. Мусульмани вірять в те, що Аллах визначив долі всього сущого (Кадар), тобто - у те, що всі події відбуваються за задумом Творця. Доля розуміється як одвічне знання Аллаха про всі події та процеси, які відбудуться у всесвіті; всі події відбуваються зі схвалення Аллаха, згідно з Його Знанням. Таким чином, людина володіє свободою волі, має здатність вибирати між добром і злом, і тому несе відповідальність за свої вчинки.